# IIIe législature de l'Assemblée législative plurinationale
Depuis le 3 novembre 2020
(4 ans, 7 mois et 21 jours)
IIe législature IVe législature
Siège de l'Assemblée législative plurinationale
La IIIe législature de l'Assemblée législative plurinationale est un cycle parlementaire de l'Assemblée législative plurinationale, parlement bicaméral de la Bolivie, réunissant la Chambre des députés et la Chambre des sénateurs. C'est la troisième législature, dénommée « Assemblée législative plurinationale », depuis l'adoption de la Constitution bolivienne de 2009.
L'Assemblée plurinationale se réunit depuis le 3 novembre 2020 à La Paz, lors de la dernière semaine de la présidence controversée de Jeanine Áñez, et se terminera en 2025. Celle-ci siègera pendant les cinq années du mandat de Luis Arce.

## Contexte
À l'issue des élections générales boliviennes de 2020, Le Mouvement vers le socialisme (MAS) conserve sa majorité dans les deux chambres. Néanmoins, le parti perd la supermajorité des deux tiers qu'il possédait auparavant dans la IIe législature de l'Assemblée législative plurinationale, rendant le vote de certaines lois et décisions parlementaires plus difficiles pour lui.
Cette législature de l'Assemblée est historique, les femmes constituent la majorité de la législature avec 51,9 % des parlementaires. À la Chambre des députés, leur présence permet d'atteindre une quasi parité homme et femmes, avec 46,9 % de femmes élues. Quant à la Chambre des sénateurs, les femmes représentent la majorité avec 55,5 % des élues.

## Composition de l'exécutif

### Président de la République
Ministre de l'Économie et des Finances publiques sous Evo Morales de 2006 à 2017 puis en 2019, il est le candidat de son parti à l'élection présidentielle de 2020. Il est élu président de l'État plurinational de Bolivie avec 55,1 % des voix et bat avec vingt-six points d'avance le centriste et ancien président Carlos Mesa.

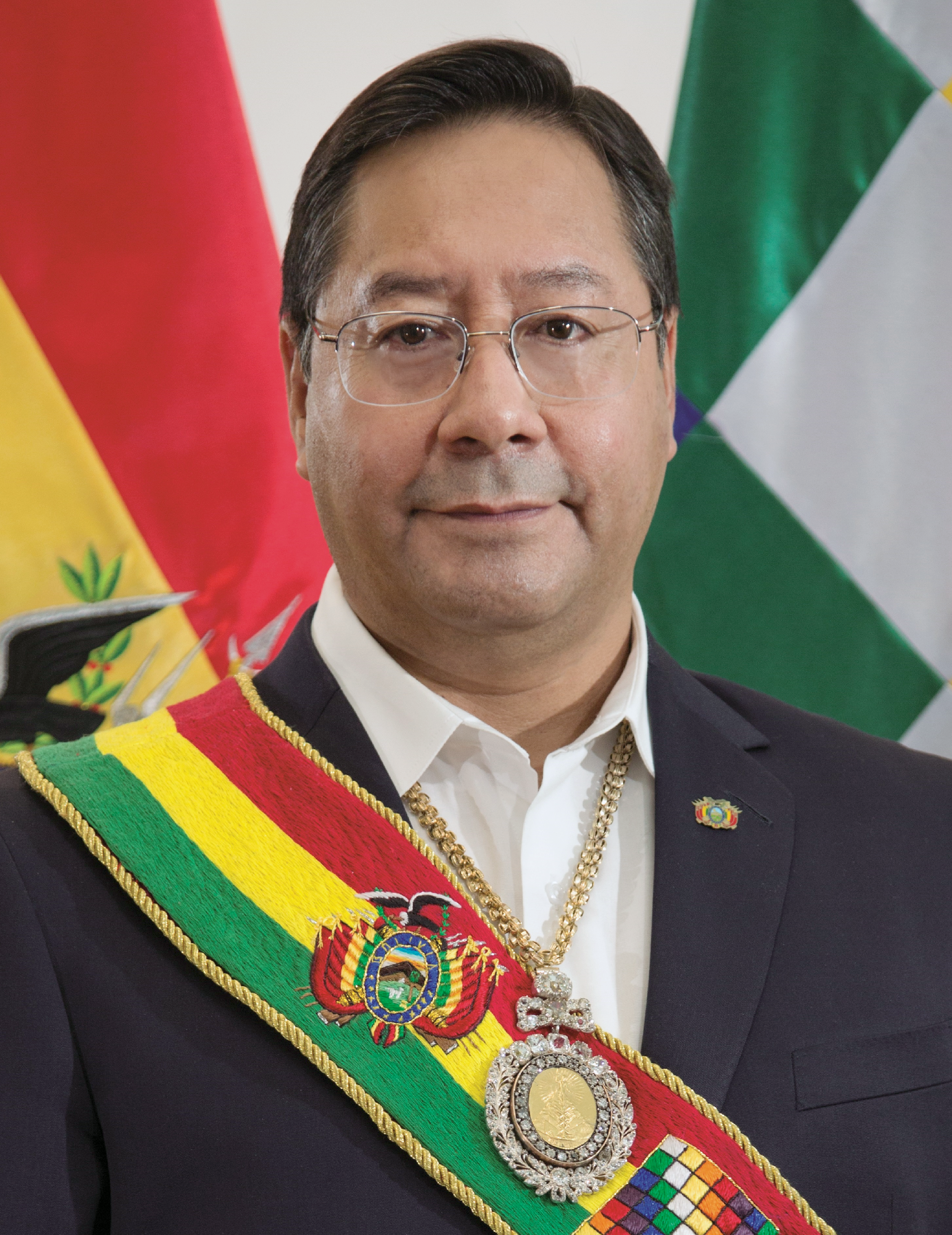
Luis Arce, président de l'État plurinational depuis le 8 novembre 2020. (4 ans, 7 mois et 16 jours)

## Historique

### Controverse des deux tiers
Malgré la victoire du MAS au premier tour des élections boliviennes de 2020, remportant la majorité au Sénat (dix-neuf sièges) et à la Chambre des députés (soixante-six sièges), le parti ne parvient pas à obtenir les deux tiers des sièges, soit les deux tiers des législateurs dans les deux chambres. Au Sénat, le MAS remporte vingt et un sièges, soit trois de moins que les vingt-quatre sièges nécessaires pour avoir les deux tiers. À la chambre basse, le parti remporte soixante-treize sièges, tandis que quatre-vingt-sept sont nécessaires pour atteindre la majorité qualifiée. Sur le total de l'Assemblée législative plurinationale, sur les 166 sièges, le MAS détient 96 sièges, soit quatorze sièges manquants sur les 110 nécessaires pour atteindre les deux tiers en séance plénière.
En conséquence, le MAS est contraint de négocier avec l'opposition sur des questions nécessitant l'adhésion des deux tiers de l'Assemblée législative, ce qui n'était plus arrivé depuis plus d'une décennie, depuis l'ouverture de la Ire législature de l'Assemblée entre 2010 et 2015. Le politologue Franklin Pareja évoque que, sans les deux tiers, le MAS ne pourrait plus contourner le débat législatif et voter des lois sans discuter avec l'opposition, comme il avait pris l'habitude de le faire durant les années précédentes. Pour Pareja, cela permettrait d'avoir une législature « plus saine ».
Une polémique majeure éclate lorsque, les 27 et 28 octobre 2020, les deux chambres de l'assemblée sortante, de la IIe législature (2015-2020) ont utilisé les ultimes dernières heures de leur mandat pour modifier les articles de leur règlement général, supprimant le seuil des deux tiers nécessaires pour la modification des commissions parlementaires, l'ordre du jour des séances et nomination d'ambassadeurs, réduisant l'exigence à la majorité relative. Cependant, certaines mesures exigeant les deux tiers des deux chambres telles que prévues par la Constitution, comme la nomination du procureur général, de l'ombudsman, des membres du Tribunal suprême électoral sont restées inchangées.
Pour justifier ces modifications, le sénateur sortant Ciro Zabala (MAS) explique que les nouvelles règles sont « un changement administratif » destiné à écarter les « obstacles » au mandat de Luis Arce. Quant au président élu, Luis Arce, il approuve ce changement, déclarant que « ce qu'à fait notre Assemblée, c'est maintenir la légalité […] et il ne devrait y avoir aucune inquiétude ». Néanmoins, l'opposition dénonce cette modification, la députée sortante Shirley Franco (Unité démocrate) qualifie cela « d'affront à la démocratie, ils éliminent les deux tiers pour annuler l'opposition », tandis que Carlos Mesa, dirigeant de la Communauté civique (CC), dénonce cette modification de la règle comme une « manœuvre inacceptable et illégitime ». De même, Luis Fernando Camacho, dirigeant de Creemos, qualifie l'amendement réglementaire d'« outrage », déclarant que « le MAS n'abandonnera jamais son impulsion dictatoriale ».
Le journal Página Siete évoque que, de cette façon, « le MAS neutralise l'opposition pendant cinq ans », principalement car le parti au pouvoir est désormais capable de clore le débat législatif à la majorité relative. L'analyste politique Williams Bascopé évoque que la possibilité du MAS de modifier l'agenda législatif contraint les législateurs de l'opposition à entrer dans l'Assemblée sans être informés de ce qui serait discuté à l'ordre du jour.
Lors de la prestation de serment de Luis Arce le 8 novembre 2020, Carlos Mesa et l'ensemble du groupe de la Communauté civique décident de quitter l'hémicycle de l'Assemblée législative plurinationale en signe de protestation avant la fin de la cérémonie. Lors d'une conférence de presse, Carlos Mesa annonce l'intention de CC dé déposer un recours devant la Cour constitutionnelle plurinationale (CCP), demandant l'inconstitutionnalité de l'annulation de l'exigence des deux tiers. Trois jours plus tard, le groupe présente l'appel, contenant les signatures des cinquante législateurs.

### Transfuge de l'opposition

#### Scission de Creemos
Au Sénat, le MAS est à trois voix d'atteindre les deux tiers, le quotidien El Deber note qu'il serait « presque impossible » d'amener des sénateurs de l'opposition à faire scission. Cependant, à la Chambre de députés, il y a plus de possibilité de membres transfuges, le député sortant Amílcar Barral (Unité démocrate) déclare que même si ce serait difficile, « je ne serai pas surpris si [...] certains législateurs de la Communauté civique et Creemos [...] trahissent leurs groupes et soutiennent le MAS ». Il rappelle que cela s'était déjà produit avec certains sénateurs et députés de l'Assemblée sortante.
Le premier cas d'une scission survient le 28 janvier 2021, lorsqu'Edwin Bazán, président du groupe parlementaire de Creemos à la Chambre des députés annonce l'expulsion de quatre de ses députés (Tito Caero, Runy Callau, Sandra Paz et Omar Rueda) du groupe, pour ce qu'il qualifie de « turpitude morale ». La décision survient en raison d'évènements survenu un mois auparavant, le 22 décembre 2020, lorsque les quatre députés expulsés décident de présenter Omar Rueda comme candidat à la commission d'éthique contre Edwin Bazán, qui avait été choisi par Creemos. En conséquence, Rueda est élu avec le soutien du MAS et Bazán n'est pas choisi.
En réaction, Edwin Bazán, président du groupe de Creemos, dénonce que le MAS obtient ainsi une majorité au sein de cette même commission avec trois de ses propres députés, un dissident (Omar Rueda) et deux élus de la CC, et évoque que cela permettrait au parti au pouvoir d'intimider l'opposition avec des sanctions. En conséquence, il annonce présenter une action en justice auprès du Tribunal électoral suprême (TES) pour transfuge politique et regagner le siège à la commission d'éthique.
À son tour, Omar Rueda affirme que lui et les trois autres membres du groupe ne sont pas alliés au MAS mais qu'ils n'avaient de « favoritisme envers personne », soulignant que son expulsion n'était pas valable car, Creemos s'est constitué en tant que groupe parlementaire, mais au niveau national, cela reste une alliance politique et qu'il n'y a pas de membres inscrits à expulser. Quant à la députée du MAS, Estefanía Morales, elle souligne que Bazán et d'autres députés de Creemos s'étaient présentés aux élections de 2019 en tant que membre de CC et avaient ensuite rejoint Creemos pour les élections de 2020. Elle qualifie les désaccords de l'alliance comme des « problèmes internes qui doivent être résolus dans leur groupe ». Le 1er février 2022, le TES rejette la plainte de Creemos.
En conséquence, le MAS parvient à renforcer sa stratégie de division de l'opposition, et réduit le nombre de législateurs nécessaires pour les deux tiers de quatorze à dix. L'analyse politique Gregorio Lanza déclare que la cooptation de quatre députés de Creemos en alliance avec le MAS trouve ses origines dans la formation « fondamentalement électorale » de l'opposition, établie dans l'objectif de se présenter aux élections, et non « unie par les idées et la vision du pays ». Il souligne également le problème de corruption dans le pays comme un facteur aggravant.
Tous les parlementaires exclus, ayant formé un groupe de dissidents, sont élus dans la circonscription de Santa Cruz et sont membres du parti de droite de l'Unité civique de solidarité (UCS), un parti membre de l'alliance de Creemos et ayant soutenu la candidature présidentielle de Luis Fernando Camacho lors des élections de 2020.

#### Querelle sur la réélection du bureau de la Chambre des députés
Le 30 août 2021, la députée de CC Samantha Nogales dénonce que des membres du MAS auraient offert des pots-de-vin en échange de son vote en faveur d'un procès en responsabilité contre l'ancienne présidente Jeanine Áñez, une procédure qui nécessite un soutien des deux tiers des parlementaires. Le lendemain, le président du groupe CC au Sénat, Andrea Barrientos, révèle lors d'une conférence de presse que plus de quatre de ses sénateurs s'étaient vu offrir des pots-de-vin. En réaction, le président de la Chambre des députés Freddy Mamani Laura annonce son intention de signaler la députée Nogales à la commission d'éthique pour allégations sans preuves. Le sénateur du MAS Leonardo Loza nie ces allégations, déclarant que la « droite n'est pas engagée envers le peuple, ni envers le pays, et ne s'engage qu'à générer des fausses nouvelles ».
À l'occasion du renouvellement du bureau de la Chambre des députés, en novembre 2021, le nombre de dissidents qui rejoignent le MAS se renforcent, deux de CC. Dans le règlement de la chambre, le second vice-président, le troisième et quatrième secrétariat doivent revenir à l'opposition. Au nom du CC, le président du groupe parlementaire, Carlos Alarcón annonce qu'Enrique Urquidi et Walter Villagra, respectivement, comme leurs candidats au poste de deuxième vice-président et de troisième secrétaire. Cependant, le 6 novembre, CC fait face à une crise interne lorsque deux de ses députés, Edwin Rosas et Keyla Ortiz se déclarent candidats à ces postes. De plus, les quatre membres du groupe des dissidents annoncent ne pas soutenir la candidature d'Oscar Michel Flores au quatrième secrétariat, soutenant le maintien de la dissidente Sandra Paz à ce poste. Au milieu des cris, le président Mamani retarde le vote afin que l'opposition parvienne à un consensus. Le lendemain, le CC décident d'exclure ces deux membres et ils rejoignent le groupe des dissidents soutenant le MAS.
Afin de bloquer l'élection, reportée à ce même jour, le 7 novembre au matin, l'opposition occupe la chambre des députés de la vieille jusqu'au lendemain matin. Afin de contourner cette occupation, le MAS déplace ses députés dans l'ancien bâtiment législatif, inutilisé depuis l'inauguration du nouveau en août, et inaugure la séance du jour sans l'opposition. Néanmoins, au milieu de protestations, Mamani accorde aux partis minoritaires un sursis de vingt-cinq minutes pour venir, et la session a ensuite repris avec leur présence.
Les journaux d'Opinión et Los Tiempos qualifient cette réélection du bureau d'« embarrassant » et de « scandale ». Le vote s'est déroulé le 7 novembre dans une atmosphère de cris, d'insultes, et de bousculades : des députés se versaient même de l'eau les uns sur les autres tandis que d'autres déchiraient leurs bulletins de votes, dénonçant un « coup d'État législatif ». À l'issue du vote, Mamani est réélu président, et le MAS conserve ses postes du bureau traditionnels. Quant à l'opposition, le dissident Edwin Rosas est élu second vice-président et la dissidente Sandra Paz conserve le poste de quatrième secrétaire. Néanmoins, le MAS autorise un député de l'opposition au bureau de la Chambre, Walter Villagra de CC et ne permettant pas la nomination de Keyla Ortiz, dissidente. Ce vote du MAS en faveur de l'élection de Villagra, au lieu d'Ortiz, n'a pas pu être expliqué.
Avec l'adhésion de ces deux membres (Edwin Rosas et Keyla Ortiz), issus de CC, le MAS passe de quatorze à huit sièges nécessaires pour obtenir les deux tiers des voix à l'Assemblée législative plurinationale, soit cinq députés et trois sénateurs manquants. À la suite de cette dernière expulsion, les deux groupes de l'opposition assurent que le nombre de « transfuges » possibles étaient épuisés. La députée de Creemos Khaline Moreno évoque que le groupe est « plus uni que jamais » après le départ de quatre de ses membres. Quant au CC, la suppléante d'Edwin Rosas, Luciana Campero, membre du parti, évoque que celui-ci est parvenu à un consensus, en dehors des deux transfuges.
Selon le politologue Hugo San Martín, la relative facilité avec laquelle le MAS obtient la défection des parlementaires de l'opposition tient au fait que les « partis idéologiques » sont devenus « pratiquement inexistants » depuis l'effondrement des partis politiques traditionnels au début des années 2000. San Martín affirme que « des partis d'opposition sont générés à l'afflux d'élections » conduisant à « des gens improvisés, qui viennent au parlement et sont des penseurs libres ». Pour la députée du CC Toribia Lero, les cas des transfuges politiques se traduisent par « l'affaiblissement du peu de démocratie qui reste dans le pays » en maintenant le pouvoir législatif « soumis et obéissant ». D'autre part, le vice-ministre de la Défense Jorge Silva Trujillo (es), membre du MAS, affirme que l'opposition « ne peut pas blâmer le MAS » car elle « va prendre la décision politique la plus recommandable » lorsqu'elle en aura l'occasion quant aux transfuges.
L'émoi des députés de l'opposition le 7 novembre, se poursuit le lendemain le 8 novembre, lorsque le président Luis Arce rend son rapport de gestion après un an de mandat. La majorité de son discours a été largement noyée par des cris pour et contre lui par différents législateurs, certains membres de l'opposition brandissant des banderoles et sifflant en signe de protestation. Après la séance, le député du MAS Héctor Arce a accusé sa collègue de Creemos, Tatiana Añez, de l'avoir attrapée et griffée au cou alors qu'il tentait de l'empêcher de se déplacer vers le devant de l'hémicycle pour interrompre le président. À son tour, elle l'a accusé de l'avoir attrapée par le bras et de lui avoir donné des coups de poing dans le ventre.

### Nouveau bâtiment de l'Assemblée
Cette IIIe législature voit l'achèvement et l'inauguration du nouveau siège de l'Assemblée législative plurinationale en remplaçant l'ancien Palais législatif. La décision d'un nouveau bâtiment législatif est la même loi qui a autorisé la construction du nouveau bâtiment de l'exécutif, la Casa Grande del Pueblo, achevé en 2018. La construction du nouveau palais débute en 2016. L'investissement total de l'État s'élève à 473,2 millions de baht.

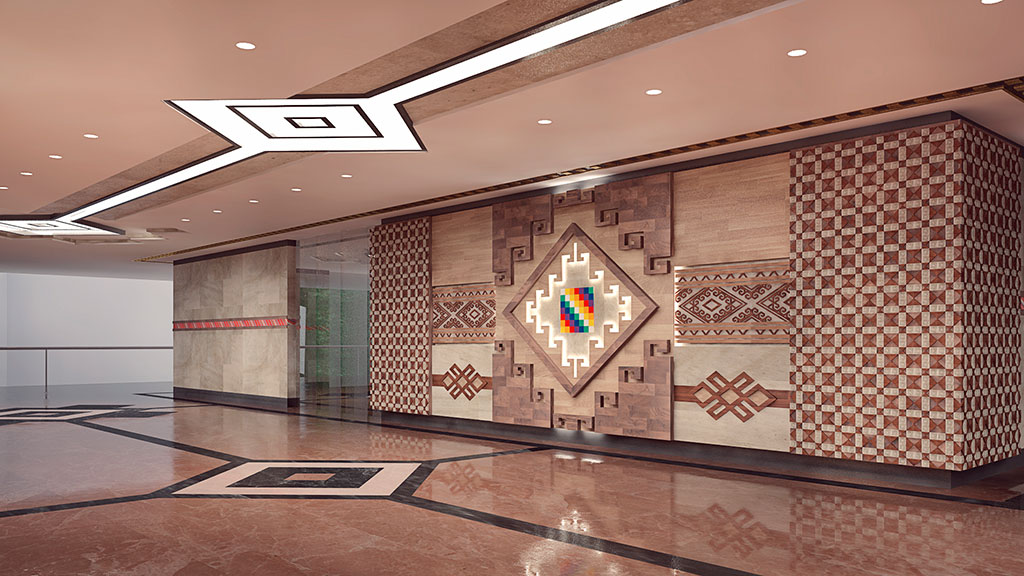
Un vestibule orné d'iconographies et de symboles aymara et quechua.

La nouvelle législature couvre 44 000 m2 avec neuf niveaux souterrains et vingt étages au-dessus du sol, ce qui lui permet d'être vue de n'importe où à La Paz et El Alto. Il est surmonté d'une structure cubique contenant l'hémicycle de la Chambre des sénateurs aux niveaux quatorze et quinze et la Chambre des députés aux niveaux dix-sept à vingt. Le cube mesure une longueur de trente-six mètres, censé représenter les trente-six nations autochtones reconnues au niveau national. De plus, les différents bureaux et couloirs sont ornés de motifs et d'œuvres d'art de tous ces peuples.

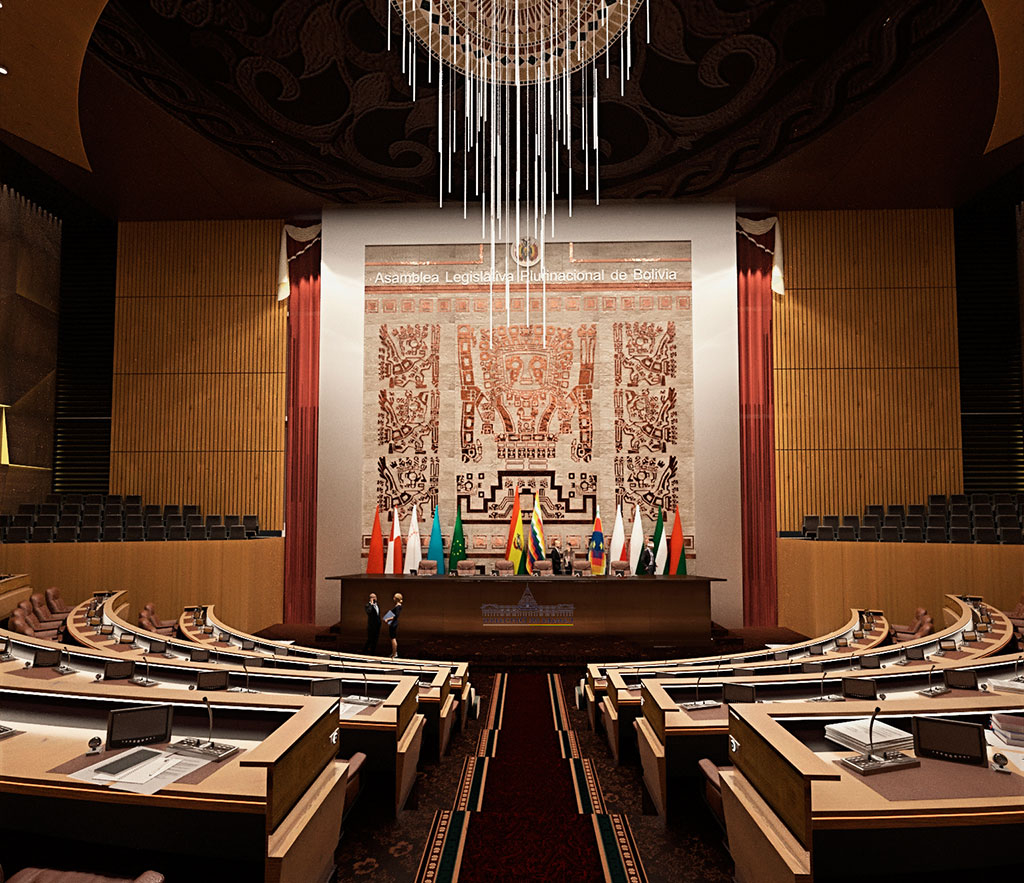
L'hémicycle de la Chambre des députés.

Le nouveau bâtiment est inauguré le 2 août 2021 en présence du président, du vice-président et de la plupart des législateurs du MAS. Dans son discours, le président Luis Arce déclare que le nouveau bâtiment symbolisait « une nouvelle étape » dans l'histoire du pays. Le vice-président David Choquehuanca a souligné sa création comme une mesure de « pensée décolonisée » dans le pays. De même, le président de la Chambre des députés, Freddy Mamani Laura, a déclaré qu'avec l'inauguration de la nouvelle infrastructure, la Bolivie entre dans une nouvelle « ère », laissant définitivement derrière elle la République de Bolivie qui a été remplacée par l'État plurinational par l'adoption de la Constitution de 2009.
Les deux partis de l'opposition, Communauté citoyenne et Creemos ne participent pas à l'inauguration du nouveau bâtiment. Dans un communiqué, CC a qualifié l'inauguration d'un « affront pour le pays », qui « gaspille des ressources économiques en pleine crise sanitaire » pour « satisfaire la mégalomanie d'Evo Morales ». La sénatrice de Creemos Centa Rek déclare que la décision de son groupe de ne pas y assister était au fait qu'il n'y avait « rien à célébrer [...] parce que nous sommes coupés de nos droits et nos fonctions législatives, et ils ne nous permettent pas de participer et influencer les lois ».

## Groupes parlementaires

### Chambre des députés
|         |      |                      | Députés |
| Membres |      |                      |         |
| ------- | ---- | -------------------- | ------- |
|         | MAS  | MAS                  | 75      |
|         | CC   | Communauté citoyenne | 37      |
|         | CRMS | Creemos              | 12      |
|         | Dis  | Dissidents           | 6       |

#### Historique de la composition
| Chambre des députés              | Chambre des députés | Chambre des députés | Chambre des députés | Chambre des députés | Chambre des députés | Chambre des députés |
|                                  | Groupes             | Groupes             | Groupes             | Groupes             | Total               | Vacant              |
| -------------------------------- | ------------------- | ------------------- | ------------------- | ------------------- | ------------------- | ------------------- |
|                                  |                     |                     |                     |                     | Total               | Vacant              |
| MAS                              | Dis.                | CC                  | CRMS                |                     | Total               | Vacant              |
| 3 novembre 2020                  | 75                  | 0                   | 39                  | 16                  | 130                 | 0                   |
| 28 janvier 2021                  | 75                  | 4                   | 39                  | 12                  | 130                 | 0                   |
| 29 juin 2021                     | 75                  | 4                   | 38                  | 12                  | 129                 | 1                   |
| 6 octobre 2021                   | 75                  | 4                   | 39                  | 12                  | 130                 | 0                   |
| 7 novembre 2021                  | 75                  | 6                   | 37                  | 12                  | 130                 | 0                   |
| Poids des groupes en pourcentage | 62,3 %              | 62,3 %              | 28,5 %              | 9,2 %               |                     |                     |

Actuelle (depuis le 7 novembre 2021).
Entre le 6 octobre et 7 novembre 2021.
Entre le 29 juin et 6 octobre 2021.
Entre le 28 janvier et 29 juin 2021.
Initiale (Entre le 3 novembre 2020 et 28 janvier 2021).

### Chambre des sénateurs
|         |      |                      | Députés |
| Membres |      |                      |         |
| ------- | ---- | -------------------- | ------- |
|         | MAS  | MAS                  | 21      |
|         | CC   | Communauté citoyenne | 11      |
|         | CRMS | Creemos              | 4       |

#### Historique de la composition
| Chambre des sénateurs            | Chambre des sénateurs | Chambre des sénateurs | Chambre des sénateurs | Chambre des sénateurs | Chambre des sénateurs |
|                                  | Groupes               | Groupes               | Groupes               | Total                 | Vacant                |
| -------------------------------- | --------------------- | --------------------- | --------------------- | --------------------- | --------------------- |
|                                  |                       |                       |                       | Total                 | Vacant                |
| MAS                              | CC                    | CRMS                  |                       | Total                 | Vacant                |
| 3 novembre 2020                  | 21                    | 11                    | 4                     | 36                    | 0                     |
| Poids des groupes en pourcentage | 58,3 %                | 30,6 %                | 11,1 %                |                       |                       |

Actuelle (depuis le 3 novembre 2020).

## Bureau de l'Assemblée
| Assemblée législative plurinationale                | Assemblée législative plurinationale | Assemblée législative plurinationale | Assemblée législative plurinationale | Assemblée législative plurinationale | Assemblée législative plurinationale | Assemblée législative plurinationale | Assemblée législative plurinationale | Assemblée législative plurinationale |
| Fonction                                            | Vice-president                       | Vice-president                       | Groupe                               | Groupe                               | Circonscription                      | Durée                                | Durée                                |                                      |
| Fonction                                            | Vice-president                       | Vice-president                       | Groupe                               | Groupe                               | Circonscription                      | Début                                | Fin                                  |                                      |
| --------------------------------------------------- | ------------------------------------ | ------------------------------------ | ------------------------------------ | ------------------------------------ | ------------------------------------ | ------------------------------------ | ------------------------------------ | ------------------------------------ |
| Président de l'Assemblée législative plurinationale |                                      | David Choquehuanca                   |                                      | MAS                                  | La Paz                               | 8 novembre 2020                      | En fonction                          |                                      |
| Chambre des sénateurs                               |                                      |                                      |                                      |                                      |                                      |                                      |                                      |                                      |
| Fonction                                            | Sénateur                             | Sénateur                             | Groupe                               | Groupe                               | Circonscription                      | Durée                                | Durée                                |                                      |
| Fonction                                            | Sénateur                             | Sénateur                             | Groupe                               | Groupe                               | Circonscription                      | Début                                | Fin                                  |                                      |
| Président de la Chambre des sénateurs               |                                      | Andrónico Rodríguez                  |                                      | MAS                                  | Cochabamba                           | 4 novembre 2020                      | En fonction                          |                                      |
| Première vice-présidente                            |                                      | Lindaura Rasguido                    |                                      | MAS                                  | Oruro                                | 4 novembre 2020                      | 4 novembre 2021                      |                                      |
| Première vice-présidente                            |                                      | Simona Quispe Apaza                  |                                      | MAS                                  | La Paz                               | 4 novembre 2021                      | En fonction                          |                                      |
| Second vice-president                               |                                      | Rodrigo Paz Pereira                  |                                      | CC                                   | Tarija                               | 4 novembre 2020                      | 4 novembre 2021                      |                                      |
| Second vice-president                               |                                      | Santiago Ticona                      |                                      | CC                                   | Chuquisaca                           | 4 novembre 2021                      | En fonction                          |                                      |
| Premier secrétaire                                  |                                      | Gladys Chumacero                     |                                      | MAS                                  | Potosí                               | 4 novembre 2020                      | 4 novembre 2021                      |                                      |
| Premier secrétaire                                  |                                      | Pedro Benjamín Vargas                |                                      | MAS                                  | Potosí                               | 4 novembre 2021                      | En fonction                          |                                      |
| Second secrétaire                                   |                                      | Centa Rek                            |                                      | CRMS                                 | Santa Cruz                           | 4 novembre 2020                      | 4 novembre 2021                      |                                      |
| Second secrétaire                                   |                                      | Julio Romaña                         |                                      | CRMS                                 | Pando                                | 4 novembre 2021                      | En fonction                          |                                      |
| Troisième secrétaire                                |                                      | Roxana "Suka" Nacif                  |                                      | MAS                                  | Beni                                 | 4 novembre 2020                      | 4 novembre 2021                      |                                      |
| Troisième secrétaire                                |                                      | Miguel Rejas                         |                                      | MAS                                  | Tarija                               | 4 novembre 2021                      | En fonction                          |                                      |
| Chambre des députés                                 |                                      |                                      |                                      |                                      |                                      |                                      |                                      |                                      |
| Fonction                                            | Député                               | Député                               | Groupe                               | Groupe                               | Circonscription                      | Durée                                | Durée                                |                                      |
| Fonction                                            | Député                               | Député                               | Groupe                               | Groupe                               | Circonscription                      | Début                                | Fin                                  |                                      |
| Président de la Chambre des députés                 |                                      | Freddy Mamani Laura                  |                                      | MAS                                  | La Paz                               | 3 novembre 2020                      | En fonction                          |                                      |
| Premier vice-président                              |                                      | Elsa Alí                             |                                      | Mouvement vers le socialisme         | Potosí                               | 3 novembre 2020                      | 7 novembre 2021                      |                                      |
| Premier vice-président                              |                                      | Miriam Martínez                      |                                      | Mouvement vers le socialisme         | Oruro                                | 7 novembre 2021                      | En fonction                          |                                      |
| Second vice-president                               |                                      | Gustavo Aliaga                       |                                      | Communauté civique                   | La Paz                               | 3 novembre 2020                      | 7 novembre 2021                      |                                      |
| Second vice-president                               |                                      | Edwin Rosas                          |                                      | Dissidents                           | Tarija                               | 7 novembre 2021                      | En fonction                          |                                      |
| Premier secrétaire                                  |                                      | Patricio Mendoza                     |                                      | Mouvement vers le socialisme         | Santa Cruz                           | 3 novembre 2020                      | 7 novembre 2021                      |                                      |
| Premier secrétaire                                  |                                      | Alexsandra Zenteno                   |                                      | Mouvement vers le socialisme         | Tarija                               | 7 novembre 2021                      | En fonction                          |                                      |
| Second secrétaire                                   |                                      | Jorge Yucra                          |                                      | Mouvement vers le socialisme         | Chuquisaca                           | 3 novembre 2020                      | 7 novembre 2021                      |                                      |
| Second secrétaire                                   |                                      | Enrique Cunai                        |                                      | Mouvement vers le socialisme         | Beni                                 | 7 novembre 2021                      | En fonction                          |                                      |
| Troisième secrétaire                                |                                      | Walter Villagra                      |                                      | Communauté civique                   | La Paz                               | 3 novembre 2020                      | En fonction                          |                                      |
| Quatrième secrétaire                                |                                      | Sandra Paz                           |                                      | Dissidents                           | Santa Cruz                           | 3 novembre 2020                      | En fonction                          |                                      |

## Composition

### Chambre des députés

Composition actuelle de la Chambre des députés par circonscription (à gauche) et liste des partis (à droite).

Les 130 sièges ainsi que les 129 suppléants ont été pourvus à la Chambre des députés par l'élection en octobre 2020. Les députés titulaires ont prêté serment le 3 novembre 2020 et leurs suppléants ont pris leurs fonctions deux jours plus tard, le 5 novembre,.
Au sein de la chambre basse, la part de femmes élues permet d'atteindre une quasi parité homme et femmes, avec 46,9% de femmes élues.

### Chambre des sénateurs
Les trente-six sièges et les trente-six suppléants ont été pourvus à la Chambre des sénateurs par l'élection en octobre 2020. Cette législature marque la première fois dans l'histoire bolivienne que les femmes constituent la majorité de la composition du Sénat. Sur les trente-six sièges, vingt correspondent à des femmes, soit 55,5 % de la chambre.
Au sein des groupes parlementaires, les femmes représentent dix des vingt et un sénateurs du MAS (47,6 %), huit des onze du CC (72,7 %) et deux des quatre des Creemos (50 %). Ce résultat est dû au fait que les trois formations politiques qui ont obtenu une représentation au Sénat placent majoritairement les femmes en tête de leurs listes électorales.
Les trente-six sénateurs titulaires ont prêté serment le 3 novembre 2020. Tous les trente-six sénateurs suppléants sauf un ont prêté serment six jours plus tard, le 9 novembre.